# Tanystylum thermophilum
Tanystylum thermophilum är en havsspindelart som först beskrevs av Barnard, K.H. 1946.  Tanystylum thermophilum ingår i släktet Tanystylum och familjen Ammotheidae. Inga underarter finns listade i Catalogue of Life.